# Alec Garden Fraser
Pour les articles homonymes, voir Alec Fraser et Fraser.
Alec Garden Fraser (6 octobre 1873-27 janvier 1962) est un éducateur britannique et vicaire anglican. Il est le cofondateur du Achimota College, avec le gouverneur Gordon Guggisberg et James Emman Kwegyir Aggrey.